# 東トルキスタン独立運動

東トルキスタン共和国亡命政府の旗

東トルキスタン独立運動（ひがしとるきすたんどくりつうんどう）は、中華人民共和国の新疆ウイグル自治区における、ウイグル人、カザフ人、キルギス人等のテュルク系民族の独立運動。

## 概要
元々、東トルキスタンが新疆と呼称されたのは、大清帝国の時代に遡る。
その後、幾多の民族同士の摩擦を経験しながら、1912年の辛亥革命により建国された中華民国に於いて、新疆省が置かれていた。
1949年、中国共産党は、新疆の接収を行うために、鄧力群を派遣し、イリ政府との交渉を行った。
毛沢東は、イリ政府に書簡を送り、イリの首脳陣を北京の政治協商会議に招いた。
しかし、8月25日、北京に赴くためにイリ首脳陣の乗った飛行機は、クラスノヤルスクからチタに向かう途中のソ連領内(バイカル湖南端近くのカバンスキー地区)に墜落した。
首脳を失ったイリ政府は混乱に陥った。
残されたイリ政府幹部のセイプディン・エズィズィが、急遽政治協商会議に赴き、共産党への服属を表明した。
9月26日にはブルハン・シャヒディら新疆省政府幹部も、国民政府との関係を断ち共産党政府に服属することを表明した。
12月までに人民解放軍が新疆全域に展開し、東トルキスタンは完全に中華人民共和国に統合された（ウイグル侵攻）。
1955年には民族区域自治の適用を受けて新疆ウイグル自治区となった。
また中華民国政府は、現在も新疆省を呼称しており、共産党の統治を認めておらず、中共の政策を批判している。
こうした不満を背景に、中国内外の運動組織が、テュルク系住民の中国からの分離独立を主張しており、中国統治の枠内での民族自治の拡大や、人権状況の改善を目指す活動と合わせて広義の独立運動として言及されることが多い。
これに対して、中国政府は、 西部大開発に象徴される大規模な経済的梃入れを新疆に実施し、住民の生活水準を向上させることで独立機運の沈静化を図る一方、分離主義に結びつくものとして、民族主義を鼓吹する動向に対しては過剰ともとれる厳しい取締りを実施している。

## 歴史

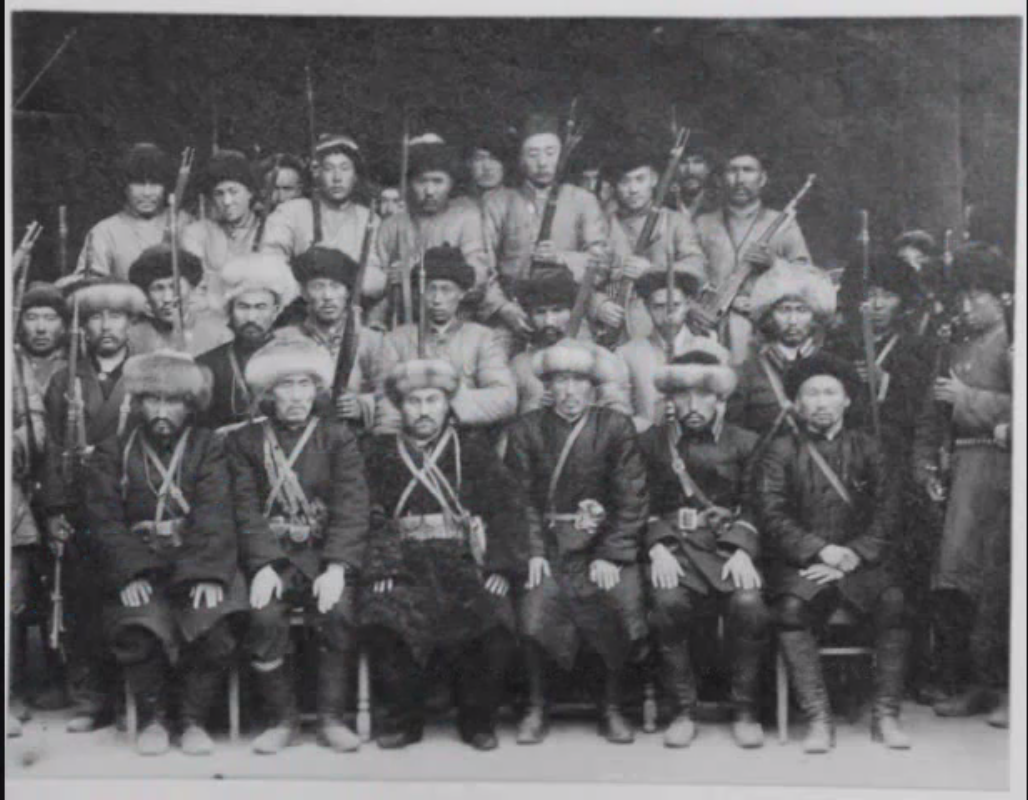
東トルキスタン・イスラーム共和国軍陸軍将校

### 東トルキスタン共和国
満洲人による大清帝国が漢民族による辛亥革命などにより崩壊すると、ウイグル民族もチベット民族やモンゴル民族と同様に独立国家設立を目指した。
中華民国を建国した漢民族は中国本土から勢力を広げて東トルキスタン、満洲、モンゴル、チベットなどの旧大清帝国の統治下にあった各民族の居住地域の支配を目指した。
これに対して、ウイグル民族は2度にわたり東トルキスタン共和国を建国したが、漢民族を主体とする中華民国や中華人民共和国の侵攻により瓦解した。

### 1950年代以降
1955年に成立した新疆ウイグル自治区では、1957年の反右派闘争により、少数民族出身の党幹部の多くが粛清された。
1958年から開始された大躍進政策の失敗は、住民から多くの餓死者を出すこととなった。
1966年には、新疆にも文化大革命が波及し、中国本土から派遣された紅衛兵により、旧文化の象徴と目されたモスクや、宗教指導者に対する迫害が行われた。
1967年には、紅衛兵同士の武装闘争に少数民族が動員され、多くの死傷者を出すなど、新疆の社会情勢は大混乱に陥った。
ソ連は1957年6月に原爆製造に関する中国への技術供与を決定し、毛沢東は1960年代より核兵器の軍事開発（第9学会）に注力した。
新疆ウイグル自治区ロプノール付近は、1950年代から1980年にかけて軍事警備下に置かれ、核実験のための立入禁止措置がとられた。
1964年1月に中国初の核実験をロプノールで実施、1996年までに行われた中国による核実験45回のうち半分以上の23回が新疆ウイグル自治区において実施されたが、この核防護策がずさんな核実験の影響で被災したウイグル人に対する中国政府からの人道的な医療保護や実験後の核廃棄物管理も不備な状態とされる。

### 1980年代
文化大革命における様々な弾圧を経て、東トルキスタンでは反漢感情が高まった。1981年10月には「反キタイ(反漢)」「イスラーム共和国万歳」というスローガンが出た。
1982年4月、事態を重く見た中国政府は新疆における宗教問題と民族主義の問題を集中的に議論し、民族政策の転換を図った。
1980年代には、言論統制が緩和され、中国政府により、文革中に破壊されたモスクの修復や、アラビア文字を使ったウイグル語正書法の策定などの民族文化の振興が行われた。
また、イスラームに対する禁圧も解除され、文革中に迫害された宗教指導者が復権した。こうした状況を受け、ウイグル人住民の中からも、民族文化の振興だけでなく、民族自治の拡大や、中華人民共和国からの独立を主張する動きが現れた。
1980年代には、新疆省での紛争は漢族の大量入植や、中国政府による核実験への抗議を行った1985年の12・12事件、1988年の6・15事件、北京での民主化デモが波及したものとされる1989年の5・19事件などが、頻発した。
天安門事件が起きる直前の1989年5月には、ウルムチ市内でウイグル人、回族の数千人のデモ隊が政府庁舎に乱入する事件が発生した。きっかけはイスラームを侮辱する内容の書物『性風俗』が上海で発行されたことだった(『性風俗』発行問題)。

### 1990年代

#### バリン郷事件
天安門事件の翌年の1990年4月5日から6日にかけて、カシュガルから30kmほどに位置する新疆西部クズルス・キルギス自治州のアクト県バリン郷においてバリン郷事件が発生した。
4月5日未明、郷政府を襲撃したウイグル人住民230名余りが、コーランを唱えデモを行った。「聖戦による漢人駆逐」というスローガンも出された。
説得に応じなかったデモ隊に対して郷政府所属中国人民武装警察部隊が出動、銃撃を行い、銃撃戦となった。
デモを指導したツェディン・ユスプら15名が射殺された。国際人権救援機構(アムネスティ・インターナショナル)は死者50名、6000名が「反革命罪」で訴追されたと報告している。
デモの中心になったのはキルギス人で、「われわれはトルキスタン人だ」と主張し、入植した漢民族の追放、新疆省での核実験や産児制限への反対、自治の拡大が求められた。
前年6月の天安門事件を踏まえて中国政府および現地郷政府当局は「反革命武装暴乱」「東トルキスタン共和国の樹立を目指す分離主義による暴動」と認定しているが、毛里和子は中国政府らによる認定について「数頭の馬、斧、少々の手榴弾で“武装”したたった200人余りの“暴徒”が共産党の支配を覆し新疆を独立させることができるは、誰が考えても現実的ではない」と指摘している。バリン郷事件以降、自治区党顧問委員会主任の王恩茂は「新疆は古代から中国の領土だった」と各地で演説した。王恩茂は1949年8月に新疆に入った中国人民解放軍司令官で、新疆生産建設兵団を設立した人物である。

#### 作家トルグン・アルマス逮捕
1991年のソ連邦の崩壊による中央アジア諸国の独立は、ウイグル人の政治的な独立を求める機運を高めた。それにともない、危機感を強めた中国政府による知識人や民族エリートに対する引き締めが強化された。
1991年にはウイグル人作家トルグン・アルマスの著作『ウイグル人』が、「大ウイグル主義的」「民族分裂主義的」であると公的に批判され、著作が発禁処分となったほか、著者も軟禁状態に置かれた。
同1991年には、北新疆や南新疆の各都市で反政府デモが発生し、武力衝突にいたった。
1993年には、反政府とみられる爆破事件が発生している。

#### キルギスタン・カザフスタンの人物による批判
1994年にキルギスタン国会議員ヌルムハメド・ケンジェフとカザフスタンのウイグル協会会長アシール・ワヒジは、新疆のトルコ系住民のほとんどは強い反漢主義を持つが、中国共産党政府による支配が巧みで統一運動が組織できないこと、また、ロシアと異なり中国は文化的違いを認めないため、民族文化が消滅するとして批判している。
また両者はロプノルでの核実験を批判している。1964年以来、新疆ウイグル自治区ロプノール湖は核実験場として使われ、1996年までに核実験が45回に渡り実施され、1980年までに行なわれた核実験は、地下核実験ではなく地上で爆発させた。
物理学者の高田純は、核実験によって東トルキスタン）の広範囲の土地が放射能で汚染され、現地ウイグル人ら19万人が急死、急性の放射線障害などによる被害者が129万人に達するとしている。
ウイグル人医師のアニワル・トフティは、ウイグル人の悪性腫瘍の発生率が他の地域に住む漢民族と比べて35%も高く、漢民族であっても新疆ウイグル自治区に30年以上住んでいるものは、悪性腫瘍の発生率がウイグル人と同程度としている。

#### ワッハーブ派による抗議
1995年7月には南疆ホータン市で、イスラーム原理主義（復興主義）の立場にあるワッハーブ派が、イスラーム共和国樹立を訴えた。当局はこのモスク管理者を解任したが、これに際して「中国共産党は宗教に干渉するな」と抗議デモを行い、警察に鎮圧されている。

#### アルンハン・ハジ暗殺未遂事件
1996年2月から5月にかけて、アクス、カシュガル、クチャで反体制勢力によるテロ事件や爆破事件が発生し、死者も出ている。
同年4月にはカシュガルやクチャで紛争が発生し、またカシュガル最大のモスクであるマイティガル寺院の最高責任者アルンハン・ハジ暗殺未遂事件が起こっている。
ハジは中国政府寄りの人物で、一部で銃撃戦となり、9名が死亡、1700名が「新疆分裂主義者」として逮捕拘禁された。

#### 中国政府による大規模な経済投資計画
1996年8月、中国政府は、新疆ウイグル自治区への大規模な経済投資を発表する。同地区における石油・天然ガス資源開発の促進のみならず、経済発展によって社会不満を解消すること、そして独立運動を含めたウイグル問題への対処も戦略のなかにあるともいわれる。

#### グルジャ事件
1997年2月5日にはイリ・カザフ自治州のグルジャ(イニン、伊寧)市内にて、大規模なデモが発生し、鎮圧に出動した軍隊と衝突して、多くの死傷者を出したグルジャ事件が発生した(イニン事件とも)。
中国側は「共産党政権の転覆を目的として民族分裂主義者の破壊活動」とした。4月24日にはイリ中級法院伊寧市人民法院は公開裁判をひらき、暴動の首謀者ユスプ・トルソンら3名を死刑に処した。
中国当局は、東トルキスタンの民族運動の高揚を分離主義に繋がるものとして警戒し、「厳打」と呼ばれる厳しい取締りを実施している。
アムネスティ・インターナショナルが「非公式の情報源」として伝えるところによれば、グルジャ事件(イニン事件)では事件後1,000名以上が逮捕され、30名が処刑されたとされる。なお香港では600名が負傷、不明者150名、逮捕者1500名と報道され、カザフスタンの東トルキスタン統一革命民族戦線は、漢族住民55名、ウイグル人20名が死亡したと発表している。

#### ラビア・カーディルの逮捕
1999年には全国政治協商会議の場で中国政府の民族政策を批判した実業家のラビア・カーディルが国家機密漏洩罪で逮捕、投獄された。ラビアは新疆におけるウイグル人の人権状況改善を党・政府に対して積極的に訴えていた共産党員であり、1996年の政治協商会議では、漢民族によるウイグル人抑圧を非難する演説を行っていた。公安当局は、ラビアの夫シディク・ハジ・ロウジによる翻訳(グレイヴァー「中ソ関係」)とともにラビアの演説を問題視し、ラビアは1997年に全ての公的役職から解任された。1999年8月13日、公安当局は、ウルムチ市内に滞在していた米国議会関係者に接触しようとしたラビアを逮捕し、米国に亡命した夫に対して「不法に機密情報を漏洩した」として懲役8年の実刑判決を下した。
ラビアの逮捕は、中国内外のウイグル人社会に大きな衝撃を与え、国外のウイグル人を中心に、中国政府にラビアの釈放と、ウイグル人への人権侵害の停止を要求する運動が展開された。こうした運動は、欧米社会の関心を集め、アムネスティ・インターナショナルやヒューマン・ライツ・ウォッチなどの人権団体による支援も行われるようになった。

### 2000年代

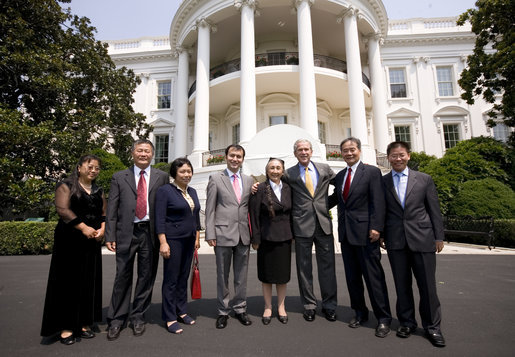
ジョージ・W・ブッシュアメリカ大統領と肩を組むラビア・カーディル世界ウイグル会議代表（2008年ホワイトハウス）

中国政府は、中央アジア諸国の在外ウイグル人社会が、ウイグル民族運動の拠点となっていることを警戒し続けており、1996年には上海ファイブ、2001年には上海協力機構を設立し、国内のイスラム原理主義勢力の伸張を警戒するロシアや中央アジア諸国と共に、分離主義、イスラーム過激主義に対する国際協力の枠組みを構築した。
また、2001年9月11日の米国での同時多発テロ事件以降、中国政府はブッシュ政権の唱える「対テロ戦争」への支持を表明し、ウイグル民族運動と新疆におけるテロを結びつけて、その脅威を強調している。米国のアフガニスタン侵攻の際に拘束されたグルジャ事件関係者はキューバのグアンタナモ湾収容キャンプに収監された。収監中は中国当局者がグアンタナモを訪問して尋問に参加しており、アメリカ合衆国司法省監察官のグレン・A・ファインによれば中国当局者と米軍の尋問官は協力して15分ごとに睡眠を中断させる「フリークエントフライヤープログラム」と呼ばれる人権侵害も行ったとされる。
ただし、グアンタナモに収監されたウイグル人捕虜の中国への送還要請は米国は受け入れなかった。
2003年には、これまで少数民族の固有言語の使用が公認されてきた高等教育で、漢語の使用が中国政府によって義務付けられた。
2005年、ライス米国国務長官の訪中を控え、米国から人権問題での批判を受けることを恐れた中国政府は、2005年3月14日に「外国での病気療養」を理由にラビア・カーディルを釈放。ラビアは米国に亡命し、のち世界ウイグル会議議長に選出され、2006年にはノーベル平和賞候補にもなった。
亡命したラビアによれば、2006年から2009年にかけて14歳から25歳までの未婚ウイグル女性30万人が就業の名目のもとで強制的に中国各地に送致された。これを拒むものは分裂主義者、テロリストのレッテルが貼られてしまうため、ウイグル人は民族同化を行うためのものであるとして中国政府の政策を非難している。

2008年3月には、新疆南部のホータン市で、600名を超える当局への抗議デモが発生した。

#### 2009年ウイグル騒乱
2009年6月には、広東省韶関市の玩具工場で漢民族従業員とウイグル人従業員の間で衝突が起き、死者2名、負傷者120名を出したと報じられ、翌7月には、事件に抗議する約3,000名のウイグル人と武装警察が、ウルムチ市内で衝突し、140名が死亡、800名以上が負傷した。
2009年7月5日ウルムチ事件では、中国当局は死者は197人でありほとんどが漢民族としているが、一方、亡命したラビアによれば、事件後ウイグル人1万人が行方不明となっているとされる。2010年1月30日には博訊新聞網によって事件発生日の状況が報じられた。
亡命ウイグル人組織の世界ウイグル会議の発表によれば、7月5日、ウルムチでは事前に情報をつかみデモに備えていた武装警察隊によってデモは包囲され無差別に一斉射撃が行われ、事件当日だけでも1,500人のウイグル人男女が射殺されて、遺体は軍のトラックで運び出されたとしている。
また騒乱直後の2009年7月にラビア・カーディルが二度目の来日を果たしたが、中国外交部の武大偉副部長は宮本雄二駐中国大使を呼び、「日本政府が即刻、カーディルの日本での反中国的な分裂活動を制止することを求める」と述べ中国政府の強い不満を表明した。中国政府は、カーディルが騒乱の黒幕だと断定している。

## 運動組織

### 中国国外の活動
東トルキスタンにおけるテュルク系民族の運動組織は、初期の抵抗運動を除き、中国国外に運動拠点を置くものが多い。1949年に行われた中国人民解放軍の新疆進駐直後には、アルタイ地区でゲリラ活動を続けたカザフ人軍人のオスマンや、クムル市で武装闘争を続けたウイグル人の中国国民党幹部ヨルバルスらの活動がみられたが、オスマンは1951年に処刑され、ヨルバルスは台湾に亡命するなど、いずれも早期に鎮圧された。
近年では、在外亡命者社会でも、中国統治下で教育を受けた若い世代の亡命者が増えつつあり、トルコや中央アジア諸国だけでなく、ドイツ、スウェーデン、アメリカ合衆国、カナダ等の欧米諸国に亡命後の生活拠点を置く者も多い。ヨーロッパにおけるウイグル人社会の中心地となったドイツでは、各国のウイグル人亡命者組織の上部機関である世界ウイグル会議や、東トルキスタンに関する広報活動を行っている東トルキスタン情報センターがミュンヘンに本部を置いて活動している。また、米国では、ワシントンD.C.に本部を置く在米ウイグル人協会が、ウイグル人の人権状況改善のための広報活動を積極的に実施しているほか、米国議会の支援で運営されているRFA（自由アジア放送）がウイグル語の短波放送を行っている。
中国国外で活動するこうした団体は、アムネスティ・インターナショナルや、ヒューマン・ライツ・ウォッチに代表される国際的な人権団体と連携を取り、中国国内における人権侵害の状況を国際世論に訴えている。
中国政府は、こうした中国国外における運動団体の動向を注視しており、2009年6月4日、亡命ウイグル人に対する違法なスパイ活動にかかわったとして、スウェーデン政府が駐在の中国外交官を追放する事件も起きた。

#### キルギス・ウイグル人協会
5万人のウイグル民族が住むキルギスで1989年にはキルギス・ウイグル人協会(Ittipak)が創設された 。
キルギスは2001年に上海協力機構に加盟した。上海協力機構は中華人民共和国・ロシア・カザフスタン・キルギス・タジキスタン・ウズベキスタンの6か国による国家連合であるが、これによって、キルギスは中国政府からのウイグル民族主義（東トルキスタン独立運動)の取締を強化した。

#### ウイグル解放組織
ウイグル人のアシル・ワヒディ（アシル・ワヒドフ）は、1950年代に中国新疆ウイグル自治区の中国共産主義青年団第一書記だったが、文化大革命後、ソ連に移住し、1994年にウイグル解放組織（ウイグルスタン・アザト・キリシュ,Uyghur Liberation Organization）をカザフスタンで創設した。同組織は東トルキスタン(新疆ウイグル自治区)の中国からの分離独立を目指し、1995年の時点で構成員7-8千人がいたとされる。活動拠点は南カザフスタン領域のアルマ・アタと旧タルトゥイ・クルガン州とされる。
2000年5月28日、キルギス共和国の首都ビシュケクで、キルギスウイグル人協会(Ittipak)のリーダーであったニグマット・バザホフ(Nigmat
Bazakov)が自宅近くで銃撃され殺害された。バザホフはウイグル解放組織に協力しなかったため、同組織に殺害されたとキルギスの調査機関は発表している。
しかし、多くの現地のウイグル人は、中国政府による暗殺とみており、またスイスの人権団体SOSトーチャーによれば、犯人とされて逮捕された4人は無実としている。
ビシュケクの人権団体「デモクラシー」会長チュルスン・イスラムは、キルギス共和国と中国は分離独立主義テロリストの取締に関する協定を複数結んでいるとしている。
またキルギス内務省はウイグル解放組織のメンバー10名を収監している。

#### 世界ウイグル会議

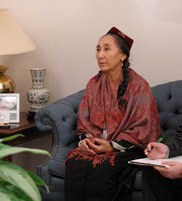
ラビア・カーディル世界ウイグル会議議長

ウイグル人の民族運動は、ダライ・ラマに指導されたチベット独立運動のケースと比較して、カリスマ性のある指導者を欠くと批判される場合が多い。
こうした批判を受けて、1990年代には、各国でそれぞれ設立されていた運動組織を統合する機運が高まった。1992年には、イスタンブールで「東トルキスタン民族会議」が開催され、世界各国の民族運動組織や個人が集まった。
2004年には、1996年にドイツで設立された世界ウイグル青年会議が「民族会議」と合流し、世界ウイグル会議に再編された。世界ウイグル会議の初代議長にはエイサ・ユスプ・アルプテキンの子、エルキン・アルプテキンが選出された。2006年には、ラビア・カーディルを第2代議長に選出し、国際社会に対してウイグル人問題のアピールを強めている。2012年には東京で代表大会が開催された。

#### 東トルキスタン亡命政府
世界ウイグル会議の結成に対して、アルプテキン派以外の独立を目指す諸団体は、2004年にワシントンD.C.に「東トルキスタン共和国亡命政府」を設立している。

### 中国国内の活動
近年、国際世論へのアピールを強めている在外運動組織の活動と比較して、中国国内における民族運動の動向については、信頼できる情報源が限られているため、その実態は明確でないといわれる。
1968年ごろに「東トルキスタン人民革命党」の活動があったとされるが、中国国内における民族運動が顕在化するようになるのは、1990年代以降である。2002年1月12日に中国国務院新聞弁公室が発表した文書によれば、1990年から2001年までに、国内外の「東トルキスタン・テロ勢力」が、新疆で爆弾テロ、要人暗殺、暴動煽動など200件余りのテロ事件を起こし、162人を殺害、440人以上を負傷させたとしている。しかし、文書で指摘されている「テロ事件」がいずれも小規模なものであることから、中国政府の指定する「テロ事件」には一般刑法犯が大幅に含まれるのではないかとの指摘もある。
2001年の同時多発テロ事件以降、中国政府は、こうした事件と国際テロ組織の活動との関連性を強調している。中国政府は、中央アジアに拠点を置く「東トルキスタンイスラム運動」が、中国国内にテロ拠点を建設し、テロリストを養成しているとして批判をしており、同組織がアルカーイダと結びつきのあるテロ組織であると断定している。2002年9月には、中国、米国等の働きかけにより、同団体は国際連合からテロ組織認定を受けることとなった。
北京オリンピック 開催直前の2008年7月には、雲南省昆明市で起きたバス連続爆破事件に対して「トルキスタン・イスラム党」を名乗る組織が犯行声明を出したほか、8月には、カシュガル市、クチャ県で、警察施設を狙った爆破事件が相次いだ。